# Trofeo Teresa Herrera (pádel)
El Trofeo Teresa Herrera de pádel se celebra desde 2007, organizado por el Ayuntamiento de La Coruña y el Feans Padel Club (España).

## Palmarés
| Año  | Categoría   | Campeón                          | Subcampeón                       |
| ---- | ----------- | -------------------------------- | -------------------------------- |
| 2007 | Masculino A | Borja Yribarren, Ignacio Otero   | Fernando Clavario, Luis Pousada  |
| 2007 | Femenino A  | Carmen León, Vanesa Alonso       | Audra Diamante, Bojana Borovnica |
| 2007 | Mixto A     | Fernanando Clavario,Carmen Leon  | Santi Ramírez ,Bojana Borovnica  |
| 2007 | Masculino B | Poli Fernadez, Pedro Iglesias    | Nacho Rodríguez, Chencho Pastor  |
| 2007 | Femenino B  | Belen Argüelles, Marga Fernández | Clau De Santiago, Maria Vazquez  |
| 2007 | Mixto B     | Ruben Vaamonde, Esther Barreiro  | Alejandro Domínguez, Bea Timon   |
| 2007 | Sub-15      | Mario Rey, Sergio Casal          | Dani Blanco, Nacho Montenegro    |